# Kijoši Tomizawa
Kijoši Tomizawa (* 3. prosince 1943) je bývalý japonský fotbalista.

## Reprezentační kariéra
Kijoši Tomizawa odehrál 9 reprezentačních utkání. S japonskou reprezentací se zúčastnil Letních olympijských her 1964 a Letních olympijských her 1968.

## Statistiky
| Japonsko | Japonsko | Japonsko |
| Roky     | Záp.     | Góly     |
| -------- | -------- | -------- |
| 1965     | 2        | 0        |
| 1966     | 0        | 0        |
| 1967     | 1        | 0        |
| 1968     | 1        | 0        |
| 1969     | 0        | 0        |
| 1970     | 2        | 0        |
| 1971     | 3        | 2        |
| Celkem   | 9        | 2        |